# مالوري ووكر
مالوري ووكر (بالإنجليزية: Mallory Walker)‏ هو مغني أوبرا أمريكي، ولد في 22 مايو 1935، وتوفي في 7 ديسمبر 2014.

## وصلات خارجية
- مالوري ووكر على موقع ميوزك برينز (الإنجليزية)
- مالوري ووكر على موقع أول ميوزيك (الإنجليزية)
- مالوري ووكر على موقع ديسكوغز (الإنجليزية)